# Aeroportul Lolland Falster
Aeroportul Lolland Falster (IATA: MRW, ICAO: EKMB) este un aeroport din Comuna Lolland, Regiunea Sjælland, Danemarca.
Situat la o altitudine de 5 m, aeroportul dispune de 1 pistă și ocupă o suprafață de 260.000 m².

## Infrastructură

### Piste
Aeroportul dispune de o singură pistă. Pista 09/27 are suprafața de asfalt și dimensiunile 1.200 m × 30 m. 